# Luo Zilin
Luo Zilin (en chino tradicional, 羅紫琳; en chino simplificado, 罗紫琳; pinyin, Luō Zǐlín; nacida el 6 de junio de 1987, Shanghái, China) es una modelo China ganadora del título Miss China 2011 y representante de dicho país en el Miss Universo 2011.

## Miss Universo 2011
Luo Zilin representó su país en el Miss Universo 2011 que se llevó a cabo en la Ciudad brasileña de Sao Paulo, desde su llegada fue una de las grandes favoritas y a pesar de no ganar el título de Miss Universo, se ubicó como la cuarta finalista, siendo una de las mejores y más altas participaciones del país asiático en la historia del certamen.
| Predecesor: Wen Tang | Miss Universo China 2011 | Sucesor: "Diana" Xu Yidian |